# 衛綰
衛 綰（えい わん、? - 紀元前130年）は、前漢の人。代国大陵県の人。漢の文帝・景帝・武帝に仕えて丞相に至った。

## 略歴
車を操る技によって郎となり文帝に仕え、年功で昇進して中郎将になった。謹厳でよこしまな心が全く無かった。
ある日、皇太子（後の景帝）が文帝の側近を招いて宴会を開いた時、衛綰は病気と称して行かなかった。
文帝はこの世を去る時、景帝に衛綰は長者であるから良く遇するようにと遺言した。
景帝が上林苑に行幸した際、景帝は衛綰を馬車に同乗させた。戻ってから景帝は衛綰に「君を同乗させたのは何故かわかるか？」と尋ねた。衛綰は「私は年功で中郎将の座を汚しているだけの者ですので、理由がわかりません」と答えた。景帝は更に「私が皇太子だった時に君が招きに応じず来なかったのは何故だ？」と聞いた。衛綰は「私めは死罪に当たります。病気であったのです」と答えた。景帝は彼に剣を与えたが、衛綰は「先帝は私に剣を既に六度与えておりますので、それには及びません」と言った。「剣は人が欲しがるものだ。今も持っているのか？」と景帝が聞くと、「全てございます」と答えた。景帝がその剣を取ってこさせると、剣は全て研ぎ澄まされており、使った形跡がなかった。
彼は郎が譴責を受けるようなことがあれば代わりにその罪を被り、他の将と功を争わず、功が有れば他の将に譲った。景帝は彼を忠実で異心が無いと思い、河間王劉徳の太傅とした。呉楚七国の乱が起こると、景帝は詔を下して衛綰を将とし、衛綰は河間の兵を率いて呉楚を討って功績があった。そこで景帝前3年（紀元前154年）に漢の中尉となった。景帝前6年（紀元前151年）には呉楚を討った功績で列侯（建陵侯）に封じられた。
翌年、景帝は皇太子の劉栄を廃位し、その外戚にあたる栗氏を誅殺しようとした。しかし衛綰は長者でありそれに忍びないと思い、衛綰には休みを与え、郅都を中尉にして栗氏を捕らえさせた。その後、新たに皇太子（後の武帝）を立て、衛綰を太子太傅とした。景帝中3年（紀元前147年）には衛綰は桃侯劉舎に代わり御史大夫となった。更に、景帝後元年（紀元前143年）には劉舎に代わり丞相となった。上奏する内容は担当の役所が上げてきた内容通りであり、官に就いてから丞相になって以降まで、一度として自らが何かを新たに起こしたり廃したりしたことは無かった。景帝は彼のように謹厳な人格者が若い君主にはふさわしいと思い、賞賜が大変多かった。
景帝後3年（紀元前141年）に景帝が死去して武帝が即位した。その翌年の建元元年（紀元前140年）、衛綰は景帝が病床にあった時に冤罪が多かったのにその冤罪を救わなかったことを理由に丞相を罷免された。
衛綰は元光5年（紀元前130年）に死亡した。哀侯と諡された。列侯は子の衛信が継いだが、後に酎金の事件に座して列侯を奪われた。